# 小协镇
小协镇，是中华人民共和国山東省泰安市新泰市下辖的一个乡镇级行政单位。

## 行政区划
小协镇下辖以下地区：
小协社区、大协村、郭家泉村、横山村、陈角峪村、碗窑头村、大沟村、云明村、西牛村、柏角峪村、安家庄村、雷明村、卧龙村、李家庄村、躲庄村、龙泉村、南岭村和陈家庄村。